# Phausis luminosa
Phausis luminosa är en skalbaggsart som beskrevs av Kenneth Fender 1966. Phausis luminosa ingår i släktet Phausis och familjen lysmaskar. Inga underarter finns listade i Catalogue of Life.